# Finale della Coppa UEFA 1986-1987
La finale della 16ª edizione della Coppa UEFA fu disputata in gara d'andata e ritorno tra IFK Göteborg e Dundee Utd. Il 6 maggio 1987 allo stadio Ullevi di Göteborg la partita, arbitrata dal tedesco orientale Siegfried Kirschen, finì 1-0.
La gara di ritorno si disputò dopo due settimane al Tannadice Park di Dundee e fu arbitrata dal rumeno Ioan Igna. Il match terminò 1-1 e ad aggiudicarsi il trofeo fu la squadra svedese.

## Le squadre
| Squadre      | Partecipazioni precedenti (il grassetto indica la vittoria) |
| ------------ | ----------------------------------------------------------- |
| IFK Göteborg | 1 (1982)                                                    |
| Dundee       | Nessuna                                                     |

## Il cammino verso la finale
L'IFK Göteborg di Gunder Bengtsson esordì contro i cecoslovacchi del Sigma Olomouc vincendo con un risultato aggregato di 5-1. Nel secondo turno gli svedesi affrontarono i tedeschi orientali dello Stahl Brandeburgo, battendoli con un risultato complessivo di 3-1. Agli ottavi di finale i belgi del Gent furono superati grazie alla vittoria esterna per 1-0 e al 4-0 rifilato a Göteborg. Ai quarti i Blåvitt affrontarono gli italiani dell'Inter, battendoli grazie alla regola dei gol fuori casa in virtù del pareggio a Milano per 1-1 e allo 0-0 in Svezia. In semifinale i sorprendenti austriaci dello Swarovski Tirol persero sia all'andata che al ritorno rispettivamente coi risultati di 4-1 e 1-0.
Il Dundee Utd di Jim McLean iniziò il cammino europeo contro i francesi del Lens vincendo con un risultato complessivo di 2-1. Nel secondo turno gli scozzesi affrontarono i rumeni dell'FCU Craiova, battendoli col risultato totale di 3-1. Agli ottavi gli jugoslavi dell'Hajduk Spalato furono sconfitti all'andata 2-0 e il pari a reti inviolate del ritorno fu una formalità. Ai quarti di finale i Tangerines affrontarono i temibili spagnoli del Barcellona e passarono il turno grazie alla vittoria complessiva per 3-1. In semifinale i tedeschi occidentali del Borussia M'gladbach furono superati in virtù della vittoria in trasferta per 2-0, dopo che la gara in Scozia si concluse a reti inviolate.

## Le partite
A Göteborg va in scena la finale d'andata tra i padroni di casa, già campioni nel 1982, e il Dundee United, che si vuole aggiungere a Celtic, Rangers e Aberdeen tra le squadre scozzesi vincenti in Europa. Il match è però davvero povero di emozioni e, su un campo al limite della praticabilità, termina 1-0 grazie al gol di Stefan Pettersson nel primo tempo.
Due settimane dopo a Dundee gli scozzesi, spinti dall'incessante tifo del proprio pubblico, attaccano all'arma bianca la ben disposta difesa del Göteborg. Sono però gli svedesi a passare per primi in vantaggio con Lennart Nilsson intorno al ventesimo. Nella ripresa Jim McLean sposta il difensore John Clark al centro dell'attacco e proprio quest'ultimo trova il gol del pareggio che però non evita la vittoria della seconda Coppa UEFA agli Änglarna. L'IFK Göteborg, inoltre, porta a 25 il numero di gare consecutive in UEFA senza subire sconfitte.
In seguito il Dundee Utd. riceve il primo FIFA Fair Play Award poiché i propri tifosi sono andati a festeggiare assieme ai tifosi vincitori del Göteborg.

## Tabellini

### Andata
| Arbitro: | Siegfried Kirschen |

|                |           |  |
| Pettersson 38’ | Marcatori |  |

| Göteborg | Dundee United |

|                  |    |                   |  |     |
|                  |    |                   |  |     |
| P                | 1  | Thomas Wernersson |  |     |
| D                | 2  | Mats-Ola Carlsson |  |     |
| D                | 3  | Glenn Hysén       |  |     |
| D                | 4  | Peter Larsson     |  |     |
| D                | 5  | Stig Fredriksson  |  |     |
| C                | 6  | Magnus Johansson  |  | 67’ |
| C                | 7  | Tord Holmgren     |  | 89’ |
| C                | 8  | Michael Andersson |  |     |
| C                | 9  | Tommy Holmgren    |  |     |
| A                | 10 | Stefan Pettersson |  |     |
| A                | 11 | Lennart Nilsson   |  |     |
| Sostituzioni:    |    |                   |  |     |
| D                | 14 | Roland Nilsson    |  | 67’ |
| C                | 15 | Lars Zetterlund   |  | 89’ |
| Allenatore:      |    |                   |  |     |
| Gunder Bengtsson |    |                   |  |     |

|               |    |                |  |     |
|               |    |                |  |     |
|               |    |                |  |     |
| P             | 1  | Billy Thomson  |  |     |
| D             | 2  | Maurice Malpas |  |     |
| D             | 3  | David Narey    |  |     |
| D             | 4  | Paul Hegarty   |  | 54’ |
| D             | 5  | John Holt      |  |     |
| C             | 6  | Jim McInally   |  |     |
| C             | 7  | Billy Kirkwood |  |     |
| C             | 8  | David Bowman   |  |     |
| C             | 9  | Eamonn Bannon  |  |     |
| A             | 10 | Paul Sturrock  |  | 89’ |
| A             | 11 | Ian Redford    |  |     |
| Sostituzioni: |    |                |  |     |
| D             | 14 | John Clark     |  | 54’ |
| C             | 15 | Dave Beaumont  |  | 89’ |
| Allenatore:   |    |                |  |     |
| Jim McLean    |    |                |  |     |

### Ritorno
| Arbitro: | Ioan Igna |

|           |           |                |
| Clark 60’ | Marcatori | 22’ L. Nilsson |

| Dundee United | Göteborg |

|               |    |                 |  |     |
|               |    |                 |  |     |
|               |    |                 |  |     |
| P             | 1  | Billy Thomson   |  |     |
| D             | 2  | Maurice Malpas  |  |     |
| D             | 3  | John Clark      |  |     |
| D             | 4  | David Narey     |  |     |
| D             | 5  | John Holt       |  | 41’ |
| C             | 6  | Jim McInally    |  |     |
| C             | 7  | Iain Ferguson   |  |     |
| C             | 8  | Billy Kirkwood  |  |     |
| A             | 9  | Paul Sturrock   |  |     |
| A             | 10 | Ian Redford     |  | 76’ |
| A             | 11 | Kevin Gallacher |  |     |
| Sostituzioni: |    |                 |  |     |
| D             | 16 | Paul Hegarty    |  | 41’ |
| C             | 14 | Eamonn Bannon   |  | 76’ |
| Allenatore:   |    |                 |  |     |
| Jim McLean    |    |                 |  |     |

|                  |    |                   |  |     |
|                  |    |                   |  |     |
| P                | 1  | Thomas Wernersson |  |     |
| D                | 2  | Mats-Ola Carlsson |  |     |
| D                | 3  | Glenn Hysén       |  |     |
| D                | 4  | Peter Larsson     |  |     |
| D                | 5  | Stig Fredriksson  |  |     |
| C                | 6  | Roland Nilsson    |  | 78’ |
| C                | 7  | Tord Holmgren     |  |     |
| C                | 8  | Michael Andersson |  |     |
| C                | 9  | Tommy Holmgren    |  | 69’ |
| A                | 10 | Stefan Pettersson |  |     |
| A                | 11 | Lennart Nilsson   |  |     |
| Sostituzioni:    |    |                   |  |     |
| C                | 14 | Magnus Johansson  |  | 69’ |
| C                | 15 | Per Edmund Mordt  |  | 78’ |
| Allenatore:      |    |                   |  |     |
| Gunder Bengtsson |    |                   |  |     |